# Etofibrate
Etofibrate là một fibrate. Nó là sự kết hợp của clofibrate và niacin, liên kết với nhau bằng liên kết este. Trong cơ thể, clofibrate và niacin tách ra và được giải phóng dần dần, theo cách tương tự như các công thức giải phóng có kiểm soát.